# 萬基夫卡 (圖利欽區)
48°43′49″N 29°6′7″E / 48.73028°N 29.10194°E
萬基夫卡（烏克蘭語：Маньківка），是烏克蘭的村落，位於該國西南部文尼察州，由圖利欽區負責管轄，始建於1790年，面積1.48平方公里，海拔高度205米，2001年人口245，人口密度每平方公里165.54人。